# ویسیانین
ویسیانین (به انگلیسی: Vicianin) با فرمول شیمیایی C۱۹H۲۵O۱۰ یک ترکیب شیمیایی با شناسه پاب‌کم ۶۵۶۴۹۳ است. که جرم مولی آن ۴۲۷٫۴۰ g/mol می‌باشد. 